# Jessica (Schiff)
Die Jessica war ein 1971 in Dienst gestellter Öltanker der Firma Acotramar, der am 16. Januar 2001 im Pazifik bei den Galapagosinseln verunglückte und für die bisher größte Ölkatastrophe der Inselgruppe sorgte.

## Geschichte
Das Schiff wurde 1971 als Baunummer 221 der Nishii-Werft im japanischen Ise gebaut und im Dezember des Jahres als Hokuei Maru für die Reederei Sekiyu Kaiun aus Otaru in Fahrt gesetzt. 1983 übernahm die ecuadorianische Reederei Repreco den Tanker und betrieb ihn als Sofia weiter. Zwei Jahre später, 1985, übernahm der letzte Eigner, die Reederei Acotramar, das Schiff und benannte es in Jessica um.

## Strandung derJessicain der Wreck-Bucht
Die Galapagos-Inseln liegen 1.000 Kilometer vor der Küste von Ecuador und bestehen aus 13 großen sowie 115 kleineren Inseln. Am 16. Januar 2001 sank der Acotramar-Öltanker Jessica in der Wreck-Bucht bei der Einfahrt nach Puerto Baquerizo Moreno auf der Insel San Cristóbal, weil die Besatzung des Tankers auf Grund der stürmischen Verhältnisse eine Tonne mit einem Leuchtturm verwechselt hatte. Der Tanker war mit 900 Tonnen Kraftstoff, 600 Tonnen Diesel und 300 Tonnen Heizöl beladen.
In den nächsten Tagen wurde die Lage immer kritischer. Der Nationalpark Galapagos gab an, dass „die Bemühungen, das Schiff zu entleeren, von Petroecuador gebremst werden, die mehr daran interessiert scheinen, das Öl vor der Verunreinigung durch Seewasser zu schützen, als die einzigartige Flora und Fauna des Archipels zu bewahren“.
Aus dem 30 Jahre alten Tanker begann Öl in das Meerwasser zu fließen. Mit Hilfe zahlreicher  Rettungskräfte konnte das Leck abgedichtet werden. Insgesamt verlor der Tanker 250 Tonnen Öl, rund 50 Tonnen konnten jedoch bereinigt werden. Zum Schluss waren 1.000 Quadratkilometer Wasserfläche mit Öl bedeckt.

## Ökologische und ökonomische Konsequenzen
Nach dem Unfall drehte der Wind, und der Ölfilm begann, gegen Nordwest zu treiben, wo keine größeren Inseln liegen. Dort erreichte das Öl die Strände der Inseln Santa Fe und San Cristóbal. Im ersten Monat nach dem Auslaufen des Öls wurden ölbedeckte Tiere wie Seelöwen, Seeleguane und Pelikane tot aufgefunden. Besonders Seeleguane waren betroffen, einerseits durch die direkte Verschmutzung mit Öl, andererseits durch die Verunreinigung der Seealgen. Fünf der 13 größeren Inseln hatten ölverschmutzte Küstenzonen.
Größere Schäden an der Flora und Fauna der Inseln wurden nicht festgestellt. Viel Geld war erforderlich, um die Langzeiteffekte des Ölunglücks zu bekämpfen. Wissenschaftler nahmen an mehr als 400 Stellen der Inselgruppe Proben und fanden, dass die Umweltschädigungen durch den Jessica-Unfall weit verbreitet, aber im Vergleich zu anderen Ölunfällen relativ gering waren. Ein Jahr nach dem Unfall wurden jedoch über 15.000 tote Seeleguane gemeldet, das sind über 60 Prozent der Population auf der Insel Santa Fe. Sie ernähren sich ausschließlich von Seealgen. Sie wiesen hohe Anteile von Stresshormonen im Blut auf, also ist der Rückgang der Population möglicherweise eine Folge des Jessica-Seeunfalls.
Die Auswirkungen des Jessica-Ölteppichs auf den Fischfang der Galapagos-Inseln war nicht erheblich. Fischfang-Kontrolldaten nach dem Unglück zeigten keine wesentlichen Veränderungen, weder im Aufwand, der gesamten Fangmenge, noch im Fang pro Ausfahrt. Der Fischfang in der Nähe des Unfallortes ging jedoch zurück und der Fischexport in den Monaten nach dem Unglück sank.
In der Zeit nach dem Stranden der Jessica besuchten weniger Touristen die Inseln, was zu Einkommensverlusten führte.

## Rechtliche und politische Konsequenzen
Der Kapitän des Tankers, der mit den Gewässern nicht vertraut war, wurde zusammen mit dreizehn Besatzungsmitgliedern wegen Fahrlässigkeit verhaftet. Die Anklage lautete auf Umweltvergehen oder Umweltverbrechen, und der Kapitän  gestand menschliches Versagen als Ursache für die Ölkatastrophe ein. Zwei Monate später wurde der Kapitän zu 90 Tagen Haft verurteilt und sein Kapitänspatent eingezogen.
Eineinhalb Jahre nach der Ölkatastrophe der Jessica erließ das Hohe Gericht von Guayaquil in Ecuador am 3. Oktober 2002 ein Urteil gegen die britische Firma Terranova Ltd. Das Gericht setzte eine Summe von 10 Millionen US-Dollar als Abfindung für den Galapagos-Nationalpark fest.
Terranova hatte die Jessica zwar versichert, sich aber dennoch geweigert, nach dem Unfall eine Entschädigung an den Galapagos-Nationalpark zu zahlen. Sie argumentierten, dass die Versicherung abgelaufen wäre, weil der Besitzer des Tankers keine Schiffsinspektion durchgeführt habe und aufgehört habe, Prämien zu zahlen. Terranova war nach dem CLC-Abkommen von 1969 jedoch per Gesetz verpflichtet, die Landesbehörden von Ecuador über das Auslaufen der Versicherung zu informieren, hatte dies aber versäumt.
Das CLC-Abkommen war von den Vereinten Nationen (UNO) und der Internationalen Seeschifffahrts-Organisation (IMO) erlassen worden, um Hoheitsgewässer vor Ölverschmutzung und Ölkatastrophen zu schützen. Ecuador war dem CLC-Abkommen beigetreten, so dass die Möglichkeit bestand, die Gesellschaft zu verklagen, die verantwortlich für den Schaden zahlen musste.
Eine positive Folge des Jessica-Unglücks ist es, dass ein Windpark auf den Galapagosinseln mit Unterstützung der UNO in den Jahren nach 2004 angelegt wurde. Dieses Modellprojekt will die Energieerzeugung mit erdölabhängigen Dieselmotoren durch erneuerbare Energien ersetzen.

## Einzelbelege
1. ↑  Die Hokuei Maru bei Miramar Ship Index (eingesehen am 26. Oktober 2017)
2. ↑  Jeff Hecht: Galapagos oil spill devastated marine iguanas, In: New Scientist, 5. Juni 2002 (englisch)
3. ↑  Abraham F. Born, Eduardo Espinoza, Juan Carlos Murillo Posada, Graham J. Edgar: Effects of the Jessica oil spill on artisanal fisheries in the Galápagos,  Februar 2003
4. ↑  Captain of Galapagos Tanker Takes Responsibility for Spill In: New York Times, 26. Januar 2001.

Koordinaten: 0° 53′ 46″ S, 89° 37′ 0,5″ W